# Diego Máximo
Diego Benedito Galvão Máximo (ur. 22 kwietnia 1986 w São Paulo) – brazylijski piłkarz występujący na pozycji obrońcy w klubie Erakor Golden Star FC.

## Kariera klubowa
Karierę seniorską rozpoczął w klubie Guaratinguetá Futebol, z którym występował na poziomie Série C. W lutym 2007 roku przeniósł się do Pogoni Szczecin prowadzonej przez Libora Palę. 3 marca 2007 zadebiutował w I lidze w przegranym 0:1 meczu przeciwko ŁKS Łódź. Po zakończeniu sezonu 2006/07, w którym Pogoń zajęła ostatnie miejsce w tabeli, odszedł z klubu. Ogółem wystąpił w 10 ligowych spotkaniach (2 remisy i 8 porażek), nie zdobył żadnej bramki. Latem 2008 roku odbył testy w MFK Košice prowadzonych przez Jána Kozáka, jednak sztab szkoleniowy nie zdecydował się go zatrudnić.
Od jesieni 2008 roku kontynuował on karierę w klubach irańskich występujących na poziomie Persian Gulf Cup oraz Azadegan League: Pajam Meszhed, Esteghlal Ahwaz, FC Irandżawan, Fajr Sepasi Sziraz oraz Pajkan Teheran. W połowie sezonu 2013/14 został graczem meksykańskiego klubu Ballenas Galeana (Ascenso MX). W zespole tym nie rozegrał on ani jednego ligowego meczu. Jesienią 2014 roku występował w piątoligowym tureckim Pazarcıkspor Kulübü. W 2015 roku pozostawał bez pracodawcy.
W styczniu 2016 roku Diego Máximo został zawodnikiem występującego w Campeonato Sergipano zespołu Estanciano EC. Miesiąc później przeniósł się on do vanuackiego klubu Digicel Amicale FC, w barwach którego rozegrał 3 mecze w fazie grupowej Ligi Mistrzów OFC 2016. Na początku 2017 roku został wypożyczony do Rewa FC (Fidżi), by wzmocnić klub przed rozpoczęciem zmagań w Lidze Mistrzów OFC 2017. Wystąpił on we wszystkich 3 spotkaniach grupowych, po których Rewa z dorobkiem 3 punktów zajęła ostatnią lokatę w grupie D. Latem 2017 roku przeniósł się do Marist FC (Wyspy Salomona). W styczniu 2018 roku ponownie został piłkarzem Rewa FC, tym razem na zasadzie transferu definitywnego. W grudniu 2018 roku przeniósł się do Erakor Golden Star FC.